# Акуш (озеро)
Акуш (Якуш; каз. Ақыш) — солёное озеро в Казанском районе Тюменской области России и Кызылжарском районе Северо-Казахстанской области Казахстана. Бо́льшая часть территории озера (северная) вместе с небольшим островом принадлежит России.
Имеет продолговатую форму, вытянутую с юга на север. По данным топографической съёмки 1940-х годов, площадь поверхности озера составляет 25,81 км². Наибольшая длина озера — 8,6 км, наибольшая ширина — 3,8 км. Длина береговой линии составляет 20,9 км, развитие береговой линии — 1,14. Озеро расположено на высоте 120 м над уровнем моря. Берега пологие.